# Strzelcy alpejscy

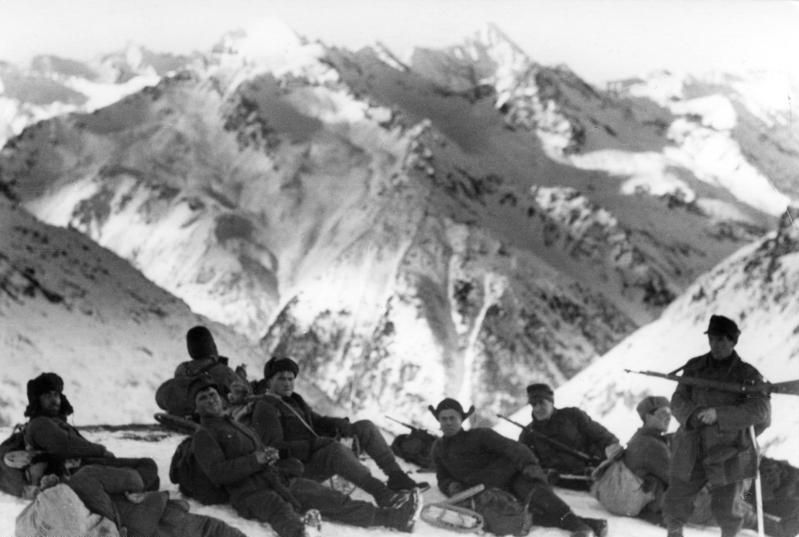
Niemieccy strzelcy alpejscy podczas inwazji na ZSRR (1942)

Strzelcy alpejscy (niem. Gebirgsjäger, fr. Chasseurs Alpins, wł. Alpini) – tradycyjna nazwa na określenie oddziałów piechoty górskiej krajów alpejskich.
Gebirgsjäger to niemieckie słowo oznaczające górską piechotę (Gebirge oznaczające "pasmo górskie", a Jäger - "łowcę" lub "strażnika").  Słowo Jäger jest tradycyjnym niemieckim terminem dla lekkiej piechoty.

## Austria
Piechota górska Austrii wywodzi się z trzech regimentów "Landesschützen" Austro-Węgier.  Zostały założone w 1907 roku  przez cesarza Franciszka Józefa I. Oddziały te nosiły szarotki na kołnierzu mundurów.
Dzisiaj tradycje austriackiej piechoty górskiej (Gebirgsjäger) są utrzymywane przez 6 Półbrygadę Strzelców Górskich (Jägerbrigade) w Innsbrucku, podzieloną na dwa bataliony (Jägerbataillon 24 i Jägerbataillon 26).

## Niemcy
Po doświadczeniu w walce z francuskimi Chasseur Alpins w Wogezach podczas bitwy o granice, armia niemiecka postanowiła stworzyć własne wyspecjalizowane jednostki górskie.  Bataliony Królewskie Bawarskie 1. i 2. stopnia (Kgl. Bayerisches Schneeschuhbataillon I, II i III) powstawały w Monachium od 21 listopada 1914 r.
W maju 1915 roku wcześniej wydzielone bawarskie bataliony zostały połączone, tworząc Królewski Bawarski 1. Regiment Jäger (Kgl. Bayer, Jäger Regiment Nr 1).  Pruskie Rezerwowe Bataliony Jäger również zostały połączone, tworząc II Regiment Jäger (Regiment Jäger nr 2).
Jednostki te, wraz z elitarnym Królewskim Bawarskim Regimentem Ratowniczym Piechoty (pułk Infanterie-Leib), pułkiem straży przybocznej Bawarii, stały się rdzeniem Alpenkorps i zostały uzupełnione o dodatkową artylerię, karabin maszynowy i inne jednostki wsparcia.  Alpenkorps został oficjalnie założony 18 maja 1915 r.
Po utworzeniu Bundeswehry w 1955 roku, piechota górska wróciła jako charakterystyczne ramię armii zachodnioniemieckiej.  Do 2001 r. Były organizowane jako 1. Gebirgsdivision, ale podział ten został rozwiązany w ramach ogólnej reformy.  Następcą jest Gebirgsjägerbrigade 23, która ma swoją siedzibę w Bad Reichenhall.  Bataliony tej piechoty górskiej są rozmieszczone w południowej Bawarii, ponieważ jest to jedyny obszar wysokogórski w Niemczech dotykający północnych Alp.  Od 2008 roku jednostka jest oficjalnie nazywana "Gebirgsjägerbrigade 23 Bayern (23 Brygada Strzelców Górskich  Bawaria )" jako pochwała bliskiej relacji między państwem a strzelcami .
Według oficjalnej strony Bundeswehry, brygada ma obecną siłę 6500 żołnierzy.
Struktura  30 czerwca 2014 r
- Stabs- / Fernmeldekompanie Gebirgsjägerbrigade 23, Bad Reichenhall
- Battalion 231, Bad Reichenhall
- Battalion 232, Bischofswiesen - Strub
- Battalion 233, Mittenwald
- Mountain Reconnaissance Battalion 230, Füssen
- Mountain Pioneer Battalion 8, Ingolstadt
- Mountain Supply Battalion 8, Füssen (części w Mittenwald i Bad Reichenhall)
- Centrum Operacyjno-Szkoleniowe 230, Bad Reichenhall

Każdy z batalionów Mountain Hunter jest podzielony na trzy kompanie piechoty górskiej i kompanie wsparcia.
Uhonorowanie tradycji, po utworzeniu Bundeswehry w 1955 roku, piechota górska wróciła jako charakterystyczne ramię armii niemieckiej.  Do 2001 r. Były one zorganizowane jako 1. Dywizja Górska 1. Gebirgsdivision, ale podział ten został rozwiązany w ramach ogólnej reformy.  Następcą jest Gebirgsjägerbrigade 23, która ma swoją siedzibę w Bad Reichenhall (Bawaria).  Bataliony piechoty górskiej są rozmieszczone w południowej Bawarii.
Żołnierze piechoty górskiej noszą szarą czapkę ("Bergmütze") z szarotką po lewej stronie.  To odróżnia ich od wszystkich innych żołnierzy armii niemieckiej, którzy noszą berety.  Formalny mundur, który opiera się na tradycyjnych strojach narciarskich, różni się od standardowego niemieckiego munduru wojskowego i składa się z kurtki narciarskiej, rozciągliwych spodni i butów narciarskich.
Piechota górska Austrii wywodzi się z trzech regimentów "Landesschützen" Austro-Węgier.  Piechota górska Niemiec nosi pewne tradycje alpejskich korpusów z okresu pierwszej wojny światowej. Piechota górska obu krajów ma w sobie insygnia szarotki.  Zostało założone w 1907 roku jako symbol austriacko-węgierskich pułków Landesschützen przez cesarza Franciszka Józefa I. Oddziały te nosiły szarotki na kołnierzu mundurów.  Gdy Alpenkorps przybyli, aby pomóc Landesschützen w obronie południowej granicy Austro-Węgier przeciwko włoskiemu atakowi w maju 1915 roku, wdzięczny Landesschützen uhonorował mężczyzn z Alpenkorps, przyznając im własne insygnia: "Szarotka".
Dzisiaj tradycje austriackiej piechoty górskiej (Gebirgsjäger) są utrzymywane przez szóstą Jägerbrigade w Innsbrucku, podzieloną na trzy bataliony (Jägerbataillon 23, Jägerbataillon 24 i Jägerbataillon 26).
Symbolem austriackich i niemieckich strzelców alpejskich jest szarotka alpejska.

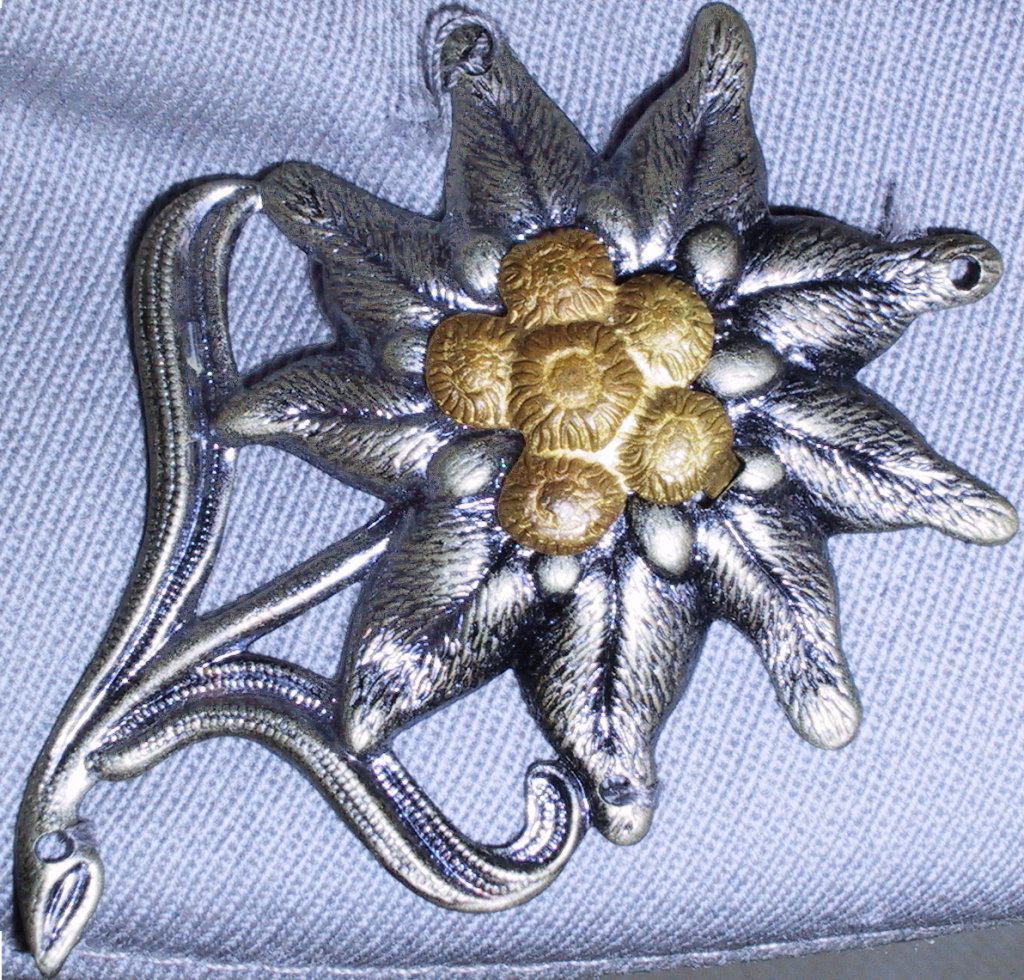
Szarotka strzelców alpejskich
Naszywka Gebirgsjägerbrigade 23 (Bundeswehry)

## Francja
W 1859 r. nastąpiło zjednoczenie Włoch. Francja uznała tę zmianę geopolityczną za możliwe zagrożenie z drugiej strony granicy z Alpami, częściowo też dlatego, że Włosi jako pierwsi sformowali korpus wojsk górskich: Alpini.
Francuskim rozwiązaniem było stworzenie własnego korpusu górskiego, aby przeciwstawić się możliwej inwazji Włoch przez Alpy.  Do 24 grudnia 1888 r. spośród 31 istniejących batalionów Chasseurs à Pied  12 zostało wybranych do przeformowania.  Te pierwsze jednostki zostały nazwane Bataillons Alpins de Chasseurs à Pied, a następnie skrócone do Bataillons de Chasseurs Alpins ("Bataliony alpinistów").
Od 1999 roku 27. Brygada Piechoty Górskiej (Brygada d'Infanterie de Montagne) jest też wyspecjalizowana do walk w terenie zurbanizowanym.
Chasseurs są rozpoznawani po szerokim berecie  zwanym tarte.

## Szwajcaria
Kraj, który ma najbogatszą historię związaną z działaniami wojennymi w terenie górzystym do niedawna posiadał samodzielną 12 Brygadę Górską. Obecnie po reformie poszczególne bataliony brygady zostały rozdysponowane do  1 3 i 4 dywizji.